# El Carrizal, Tamazunchale
El Carrizal är en ort i Mexiko.   Den ligger i kommunen Tamazunchale och delstaten San Luis Potosí, i den sydöstra delen av landet, 200 km norr om huvudstaden Mexico City. El Carrizal ligger 822 meter över havet och antalet invånare är 752.
Terrängen runt El Carrizal är kuperad åt nordost, men åt sydväst är den bergig. El Carrizal ligger uppe på en höjd. Runt El Carrizal är det ganska tätbefolkat, med 56 invånare per kvadratkilometer. Närmaste större samhälle är Tamazunchale, 9,4 km nordost om El Carrizal. I omgivningarna runt El Carrizal växer huvudsakligen savannskog.